# Limnichus unistriatus
Limnichus unistriatus är en skalbaggsart som beskrevs av Champion 1923. Limnichus unistriatus ingår i släktet Limnichus och familjen lerstrandbaggar. Inga underarter finns listade i Catalogue of Life.